# Heliophanus activus
Heliophanus activus là một loài nhện trong họ Salticidae.
Loài này thuộc chi Heliophanus. Heliophanus activus được John Blackwall miêu tả năm 1877.